# Samtgemeinde Harpstedt
Die Samtgemeinde Harpstedt ist die einzige Samtgemeinde im Landkreis Oldenburg in Niedersachsen. Sie hat ihren Sitz im Flecken Harpstedt. Bis zur niedersächsischen Kreis- und Gebietsreform im Jahre 1977 gehörte sie dem Landkreis Grafschaft Hoya an. Mit einer Fläche von 210,39 km² ist sie die flächenmäßig größte Gebietskörperschaft im Landkreis Oldenburg.

## Geografie

### Geografische Lage
Die Samtgemeinde liegt im Naturpark Wildeshauser Geest und wird von der Delme durchflossen. Am westlichen Rand fließt die Hunte. Außerdem fließen der Purrmühlenbach, die Annenriede (auch Annengraben genannt) und  der Dünsener Bach durch die Samtgemeinde. An der östlichen Samtgemeindegrenze ist der Klosterbach Grenzbach zum Landkreis Diepholz.

### Nachbargemeinden
Im Westen grenzt die Samtgemeinde Harpstedt an die Kreisstadt Wildeshausen und an Dötlingen,
im Norden an Ganderkesee und die kreisfreie Stadt Delmenhorst, im Osten und Süden an Stuhr, Bassum und Twistringen (Landkreis Diepholz) sowie im Südwesten an Goldenstedt (Landkreis Vechta).

### Samtgemeindegliederung

Gebiet der Samtgemeinde Harpstedt vor der Gebietsreform 1974

Zur Samtgemeinde gehören:
1. Beckeln
2. Colnrade
3. Dünsen
4. Groß Ippener
5. Harpstedt, Flecken
6. Kirchseelte
7. Prinzhöfte
8. Winkelsett

## Politik

### Samtgemeinderat
Der Samtgemeinderat der Samtgemeinde Harpstedt besteht aus 26 Ratsfrauen und Ratsherren. Dies ist die festgelegte Anzahl für eine Gemeinde mit einer Einwohnerzahl zwischen 10.001 und 11.000 Einwohnern. Die 26 Ratsmitglieder werden durch eine Kommunalwahl für jeweils fünf Jahre gewählt. Die aktuelle Amtszeit begann am 1. November 2021 und endet am 31. Oktober 2026.

Stimmberechtigt im Gemeinderat ist außerdem der hauptamtliche Samtgemeindebürgermeister.
Die letzten Samtgemeindewahlen ergaben folgende Sitzverteilungen:
| Partei                        | 2021 | 2016 |
| ----------------------------- | ---- | ---- |
| CDU                           | 9    | 10   |
| SPD                           | 6    | 7    |
| Bündnis 90/Die Grünen         | 5    | 4    |
| Harpstedter Bürgerliste (HBL) | 3    | 4    |
| FDP                           | 2    | 1    |
| AfD                           | 1    | –    |
| Einzelbewerber Bokelmann      | –    | 0    |

### Samtgemeindebürgermeister
Bei den letzten Bürgermeisterwahlen am 12. September 2021 wurde Yves Nagel (parteilos, Einzelbewerber, unterstützt von SPD und Bündnis 90/Die Grünen) zum hauptamtlichen Samtgemeindebürgermeister gewählt. Bei der Wahl erhielt Nagel 51,28 % der Stimmen, sein Gegenkandidat Herwig Wöbse (CDU) 48,72 %. Die Wahlbeteiligung lag bei 62,49 %. Yves Nagel trat sein Amt zum 1. November 2021 an und löste den seit dem 1. November 2014 amtierenden Bürgermeister Herwig Wöbse ab.

## Wirtschaft und Infrastruktur
Anschluss an die durch die Samtgemeinde führende A 1 besteht über die Anschlussstellen Wildeshausen und Groß Ippener in die Richtungen Osnabrück-Dortmund und Bremen-Hamburg.